# Charlotte Rae
Charlotte Rae (Milwaukee, Wisconsin, 1926. április 22. – Los Angeles, Kalifornia, 2018. augusztus 5.) amerikai színésznő.

## Fontosabb filmjei
- Car 54, Where Are You? (1961–1963, tv-sorozat, 11 epizódban)
- Banánköztársaság (Bananas) (1971)
- Sesame Street (1971–1972, tv-sorozat, nyolc epizódban)
- A nagy balfogás (The Hot Rock) (1972)
- Hot L Baltimore (1975, tv-sorozat, 13 epizódban)
- A nyúlpróba (Rabbit Test) (1978)
- Diff'rent Strokes (1978–1984, tv-sorozat, 37 epizódban)
- Hair (1979)
- The Facts of Life (1979–1986, tv-sorozat, 155 epizódban)
- Szerelemhajó (The Love Boat) (1982–1985, tv-sorozat, négy epizódban)
- A boszorkányiskola szégyene (The Worst Witch) (1986, tv-film)
- Tom és Jerry – A mozifilm (Tom and Jerry: The Movie) (1992, hang)
- The Itsy Bitsy Spider (1994–1995, tv-sorozat, hang, 26 epizódban)
- Út a pokolba (Nowhere) (1997)
- 101 kiskutya (101 Dalmatians: The Series) (1997 – 1998, tv-sorozat, hang, 43 epizódban)
- A vád: Zaklatás (The Return of Alex Kelly) (1999, tv-film)
- Ne szórakozz Zohannal! (You Don't Mess with the Zohan) (2008)
- Karácsonyi fények (Christmas Cottage) (2008)
- Vészhelyzet (ER) (2008, négy epizódban)
- Dübörög a szív (Ricki and the Flash) (2015)